# Eberhard Häfner
Eberhard Häfner (* 24. Oktober 1941 in Steinbach-Hallenberg) ist ein deutscher Schriftsteller.
Eberhard Häfner wuchs auf im Thüringer Wald. Er absolvierte eine Ausbildung als Kupfer- und Silberschmied sowie Metallformgestalter. Bis 1987 wirkte er als Restaurator in den Kirchlichen Werkstätten Erfurt an der Restaurierung romanischer, gotischer und barocker Altargeräte, danach Umzug nach Ost-Berlin. Seitdem freier Schriftsteller. Häfner ist Verfasser von Prosatexten und in zunehmendem Maß von Gedichten. Viele Jahre lang war er als Literaturredakteur der bibliophilen Zeitschrift Herzattacke tätig.
Eberhard Häfner erhielt 1989 das 3sat-Stipendium beim Ingeborg-Bachmann-Wettbewerb in Klagenfurt, 1991 ein Alfred-Döblin-Stipendium, 1992 und 1995 Arbeitsstipendien der Stiftung KulturFonds, jeweils 1994 und 2007 ein Arbeitsstipendium des Berliner Senats. Für die Arbeit an einem Manuskript sprach ihm die Stiftung Preußische Seehandlung 2011 eines ihrer Literaturstipendien zu. 2003 erhielt er ein einmonatiges Aufenthaltsstipendium am Künstlerhaus Lukas in Ahrenshoop und war im Anschluss Stadtschreiber zu Rheinsberg. 2018 sprach ihm die Jury beim Lyrikpreis Meran den Medienpreis der RAI Südtirol zu.

## Schriften
- Syndrom D, Gedichte, Aufbau, Berlin und Weimar 1989, ISBN 978-3-351-01417-9
- Die Verelfung der Zwölf, Prosa, Aufbau, Berlin und Weimar 1990, ISBN 978-3-351-01737-8
- Excaliburten, Gedichte 1979–1991, Galrev, Berlin 1992, ISBN 978-3-910161-19-1
- Vergoldung der Innenhaut, Prosa, Aufbau, Berlin und Weimar 1993, ISBN 978-3-351-02063-7
- Igelit. Abenteuerlicher Kunststoff, Ritter Verlag, Klagenfurt und Wien 1995, ISBN 978-3-85415-150-0
- Haem Okkult. Ein Facettenroman mit Zeichnungen von Gerd Sonntag, Ritter Verlag, Klagenfurt und Wien 1997, ISBN 3-85415-212-4
- Wessen Zuhause ist dessen, Künstlerbuch mit Magdalena Häfner, Edition Mariannenpresse, Berlin 1997
- Suhe (zusammen mit Ulrich Schlotmann), Edition Gegensätze, Graz und Wien 1998
- Zeit ist ein einsames Monster, Künstlerbuch mit Klaus Zylla, Ludewig, Berlin 1998, ISBN 978-3-9805851-3-2
- Kippfiguren, Nippfiguren. Eine Romanze, Ritter Verlag, Klagenfurt und Wien 2000
- No Limerick, echt Leberhart, Gedichte, Künstlerbuch mit Gundula Ess, Edition Galerie auf Zeit, Berlin 2000
- Oktober, Privatdruck, München 2001
- Ballade à la baise, Künstlerbuch mit Klaus Zylla, Edition Maldoror, Berlin 2003
- Die entspiegelte Landschaft, Gedichte, Rheinsberger Bogen 17, Kurt Tucholsky Gedenkstätte, Rheinsberg 2003
- Geigenharz, Gedichte, Ritter Verlag, Klagenfurt und Wien 2003, ISBN 978-3-85415-346-7
- Bottnisches Fragment, Langgedicht, Künstlerbuch mit Rolf Szymanski, Edition Maldoror, Berlin 2005
- Spatzen und sperrige Dinge, Gedichte, Künstlerbuch mit Dieter Goltzsche, Rainer Slotta, Berlin 2006
- In die Büsche schlagen, Gedichte, Lyrikedition 2000, München 2008, ISBN 978-3-86520-341-0
- Per Anhalter durch den Verstand, Gedichte, Lyrikedition 2000, München 2011, ISBN 978-3-86906-153-5
- Katzenaugen lichte Weite, Künstlerbuch mit Strawalde, Edition Maldoror, Berlin 2011
- Irrtum zeigt im Alphabet Methode, Gedichte, Verlagshaus J. Frank, Berlin 2013, ISBN 978-3-940249-77-7
- Narkotische Gewässer, Gedichte, Verlagshaus Berlin, Berlin 2016, ISBN 978-3-945832-21-9
- Kinder der Sphinx, ausgewählte Gedichte 1979–2019, herausgegeben von Tom Schulz, Verlagshaus Berlin, Berlin 2021, ISBN 978-3-945832-49-3
- Am unfrisierten Rand, Gedichte, Klever Verlag, Wien 2023, ISBN 978-3-903110-91-5

## Übertragungen seines Werks
- La Grammaire des Pierres ― Die Grammatik der Steine, Póemes ― Gedichte, übertragen von Alain Jadot, verlegt bei V. Rougier, Soligny-la-Trappe 2014, ISBN 979-10-93019-01-7